# Ghostbusters (игра, 1984)
Ghostbusters (с англ. — «Охотники за привидениями») — компьютерная игра, выпущенная американской компанией Activision. Основана на сюжете и персонажах одноимённого фильма. Была разработана Дэвидом Крейном и издана для нескольких домашних компьютеров в 1984 году, а затем и для игровых консолей, включая Atari 2600, Master System и Nintendo Entertainment System. Основной платформой стал домашний компьютер Commodore 64, а программистом для начальной версии игры был Адам Беллин. Все версии были выпущены в США, за исключением версий для Amstrad CPC и ZX Spectrum, которые были выпущены только в Европе, и версии для MSX, которая была выпущена в Европе, Южной Америке и Японии.
В 1984 году, после выхода фильма, Джон Долген — вице-президент по развитию бизнеса компании Columbia Pictures, обратился к Грегори Фишбаху (президенту компании Activision International, а уже потом, генеральному директору и соучредителю компании Acclaim Entertainment) и предложил лицензировать права на создание игры от компании Activision без особых правил или запросов на дизайн или содержание игры, только оговорив, что «она должна быть готова как можно скорее, пока одноимённый фильм находится на пике популярности». Activision была вынуждена завершить работу по программированию уже через шесть недель после начала разработки, в то время как обычно на это требуется несколько месяцев. Разработчиками готовилась совсем другая игра под рабочим названием «автомобильные войны» (моменты с вождением авто и лабиринтами), но затем было решено создать на её основе игру Ghostbusters. Игра, как и сама кинокартина, возымели огромный успех.

## Игровой процесс
Игрок должен заниматься уничтожением призраков в городе с повышающимся уровнем психокинетической энергии (PK), а также должен покупать в магазине оборудование и ловушки для привидений, и ещё модернизировать свой автомобиль.
После запуска игры на экране появляется карта города. По ней всё время перемещаются привидения, чтобы добраться до здания с названием «Zuul» (это приводит к скачку уровня энергии PK). Когда игрок перемещается по карте (в виде логотипа «Ghostbusters») в городской квартал, в котором дома мигают красным цветом, игровой режим переключается на вождение автомобилем с видом сверху, и нужно доехать до дома, который мигал красным цветом на карте. По приезде на место, игровой режим снова меняется, и игроку нужно управлять «Охотниками» влево и вправо, чтобы засасывать бродячих призраков в вакуум. Если игрок успешно поймает призрака, то тогда его доход будет увеличиваться. Цель состоит в том, чтобы успеть набрать 10 000 долларов, пока уровень энергии PK в городе не достигнет 9999, иначе, на карте города появится огромный зефирный человечек, который начнёт устраивать хаос в городе, тем самым завершая игру.
В некоторых версиях игры (например, в версии для Commodore 64), после первой успешной игры игроку присваивается номер счёта, на котором хранится сумма денег, имевшаяся у игрока в конце игры. Это позволяет приобрести более дорогие предметы для игры (более быстрые автомобили, много ловушек и т. д.). Чтобы пройти данные версии, игрок должен заработать больше денег, чем его первоначальный баланс счёта. Это одно из самых ранних применений паролей, используемых в качестве функции «сохранения игры» на домашних компьютерах.

## Образцы речи
Большинство версий игры содержат сэмплированное исполнение крика «Ghostbusters!», после запуска игры; в версиях для Commodore 64 и Atari 8-bit данный крик был произведен внутри игры с использованием запатентованной формы сжатия, аналогичной АДИКМ от ESS (Electronic Speech Systems), и всё это без необходимости использования внешнего оборудования для производства речи. Порт игры для компьютеров IBM PCjr/Tandy 1000 не имеет этой функции.

## Версии для NES и Sega Master System
Игра также была выпущена для игровой приставки Nintendo Entertainment System в 1986 году в Японии (для Famicom) и в 1988 году в Северной Америке. Эта версия отличалась добавленным игровым процессом, после того, как «Охотники за привидениями» прокрались мимо зефирного человечка. Это больше походило на обычную игру с вертикальной прокруткой игры вверх, где «Охотники» могли подниматься по лестнице, чтобы попасть на крышу здания. Однако, «Охотники» не могут стрелять из своего оружия и не могут заманивать призраков в ловушки, вместо этого, они должны подниматься по лестнице и пройти 22 этажа, чтобы попасть на крышу здания. Версия для NES считается самой сложной в этом плане. В конце версии игры для NES финальный экран гласит: «Поздравляем!!! Вы прошли отличную игру, и доказали справедливость нашей культуры. А теперь идите, дайте отдохнуть нашим героям!». В японской версии присутствует ошибка, которая запрещает отображение финальных титров, и вместо этого показывает текст в левой части экрана, который гласит: «りり» (Riri).
Игра «Ghostbusters» также была портирована на приставку Sega Master System и была выпущена в 1987 году. Как и в версии для NES, в игре присутствует уровень с подъёмом по лестнице, за исключением того, что «Охотники за привидениями» способны стрелять в призраков своими протонными лучами, чтобы временно заставить их убраться. Эта версия, хотя и считается лучше, чем версия для NES, но она не содержит образца речи в начале игры, и имя главного антагониста Гозера было неправильно переведено, как «Горза».

## Отзывы
| Иноязычные издания    | Иноязычные издания |
| Издание               | Оценка             |
| --------------------- | ------------------ |
| CVG                   | 33/40              |
| Sinclair User         | 7/10               |
| Home Computing Weekly | [ 4 ]              |
| ZX Computing          | 6/10               |
| Sinclair Programs     | 40 %               |

Игра «Ghostbusters» была самой продаваемой домашней видеоигрой 1984 года в Великобритании.
Зарубежный журнал Antic в мае 1985 года назвал игру «Ghostbusters» «первой адаптацией, которая запечатлела как ощущения, так и тему фильма, на котором игра основана… наиболее приятной для игры». Британский журнал о видеоиграх Edge в 2007 году дал игре определение, как «пугающи хорошая игра», отметив, что, несмотря на последовательность действий, ожидаемую от лицензионного названия, игра была «отшлифованной, разумно развивающейся» стратегической бизнес-симуляцией. Американский актёр Эрни Хадсон писал следующее: «Мои дети действительно ненавидели эту игру (версию для Commodore 64). Они сказали, что это отстой». В 1985 году на сайте The Print Shop игра широко распространялась пиратскими программами на Commodore 64. Компания Computing включила игру «Ghostbusters» в восьмой список лучших игр на Apple II по состоянию на конец 1985 года, основанный на данных о продажах и доле рынка, и это была самая продаваемая игра для компьютера Commodore 64 от компании Activision по состоянию на конец 1987 года.
Версии игры для Amstrad CPC и ZX Spectrum были включены в сборник They Sold a Million 3 1986 года выпуска, вместе с играми Fighter Pilot, Rambo и Kung-Fu Master. Игра также была включена в сборник The Story So Far Volume IV в декабре 1989 года, а также в сборник с названием Hollywood Collection в декабре 1990 года. Это выбило спортивную видеоигру Daley Thompson’s Decathlon с вершины британского чарта продаж игр для Spectrum.
Ещё «Ghostbusters» была портирована на домашние компьютеры IBM PCjr и Tandy 1000 в 1985 году. Из-за чувствительных к времени растровых эффектов, используемых в игре, она была несовместима с компьютерами фирмы Tandy, в отличие от моделей 1000/1000A, 1000HX и 1000EX, так как, все из них используют процессор 8088 с частотой 4,77 МГц.

### Рецензии
- Computer and Video Games — август 1989 года
- VideoGames — март 1991 года
- Your Commodore — апрель 1985 года
- ASM (Aktueller Software Markt) — март 1987 года
- ACE (Advanced Computer Entertainment) — январь 1990 года